# Liste des évêques de Lavaur
Pour un article plus général, voir Ancien diocèse de Lavaur.
Le pape Jean XXII érige Lavaur en évêché en 1317.
Le pape Pie VII, en vue du Concordat, supprime l'évêché de Lavaur en 1802.
Depuis 1922, le titre d'évêque de Lavaur relève de l'archevêque d'Albi.

## Évêques de Lavaur (1317-1338)
- 1317-1338 : Roger d'Armagnac
- 1338-1348 : Robert Ier de Foix
- 1348-1357 : Archambaud de Lautrec
- 1357-1360 : Gilles Ier Aycelin de Montaigut
- 1360-1383 : Robert II de Vie
- 1383-1390 : Gilles II de Bellemère
- 1391-1394 : Guy de la Roche
- 1394-1397 : Bernard de Chevenon
- 1397-1405 : Pierre Ier de Vissac
- 1405-1408 : Bertrand de Maumont, transféré à Béziers en 1408
- 1408-1410 : Pierre II Neveu
- 1410-1415 : Pierre III Girard, cardinal
- 1415-1438 : Jean Ier Belli
- 1438-1459 : Jean II Boucher
- 1460-1469 : Jean III Gentien
- 1469-1497 : Jean IV Vigier
- 1497-1500 : Hector de Bourbon
- 1500-1514 : Pierre IV de Rosergues
- 1514  : Jules de Médicis, cardinal, futur pape Clément VII
- 1514-1525 : Simon de Beausoleil
- 1525-1526 : Pierre V de Buxi
- 1526-1540 : Georges de Selve
- 1542-1557 : Pierre VI de Mareuil
- 1557-1577 : Pierre VII Danes
- 1577-1582 : Pierre VIII Du Faur de Pibrac
- 1582-1583 : René Ier de Birague, cardinal
- 1583-1601 : Horace de Birague
- 1606-1636 : Claude du Vergier
- 1636-1647 : Charles-François Abra de Raconis
- 1647-1668 : Jean Vincent de Tulles
- 1671-1673 : Michel Amelot de Gournay
- 1675-1677 : René II Le Sauvage
- 1677-1685 : Charles Le Goux de La Berchère
- 1685-1689 : Valentin-Esprit Fléchier (évêque nommé)
- 1689-1712 : Victor-Augustin de Mailly-Nesle
- 1713-1748 : Nicolas de Malézieu, fils de Nicolas de Malézieu
- 1748-1764 : Jean-Baptiste-Joseph de Fontanges
- 1765-1770 : Jean de Dieu-Raymond de Boisgelin de Cucé
- 1770-1801 : Jean-Antoine de Castellane Saint-Maurice